# Mikhail Sevastyanov
Mikhail Alekseyevich Sevastyanov (tiếng Nga: Михаил Алексеевич Севастьянов; sinh ngày 22 tháng 5 năm 2001) là một cầu thủ bóng đá người Nga thi đấu cho FC Pskov-747.

## Sự nghiệp câu lạc bộ
Anh có màn ra mắt tại Giải bóng đá chuyên nghiệp quốc gia Nga cho FC Pskov-747 vào ngày 14 tháng 4 năm 2018 trong trận đấu với FC Veles Moskva.